# 加藤友哉
加藤友哉（かとうともや、1997年2月21日）は日本のアーティスト、ダンサー、振付師、ビジネスマンである。
ダンスや振付のみならずテレビ出演などメディア活動を行う傍ら、マイクロソフトにてマーケターとして従事。

## 略歴
立教大学観光学部観光学科卒業。
大学入学時にダンスと出会い、在学中には数多くのアーティスト、歌手、アイドルのバックダンサーや振付・ステージ演出を務める。都内ダンススタジオにてインストラクターとしても活動中。
マイクロソフト入社後は、スタートアップ企業の支援や国内外イベント企画に従事。
その後、パートナー/アライアンスビジネスの戦略立案部門を経て、2021年よりMicrosoft Teams のプロダクトマーケティングマネージャーに着任。
働き方改革をテーマに、IT系イベントへの登壇やビジネスメディアにも多く出演。

## 人物
コミカルな「意識高い系」の言葉を使う事がネットで注目を集め、TV番組にも多数出演。
確かなトークスキルを持ち合わせることから司会やファシリテーターとしての評価も高い。

## 出演

### Back Up / 振り付け / ダンス指導実績
- SEKAI NO OWARI / 剛力彩芽 / 星野源 / ももいろクローバーZ / オリエンタルラジオ / 長谷川博己 / 小島よしお / 博多華丸 / 三四郎小宮 / ローラ / 戸松遥 / たこやきレインボー / EXILE THE SECOND / GENERATIONS from EXILE TRIBE 他多数、

### テレビ出演
- Amazon Prime Video 「バチェロレッテ・ジャパン シーズン2」
- NHK 所さん大変ですよ 座談会コーナーゲスト
- テレビ朝日「アメトーーク！」踊りたくない芸人篇
- 日本テレビ「幸せ！ボンビーガール」再現VTR主演
- TBS ネプ&ローラの爆笑まとめ
- 恋愛リアリティショー「恋んトス」シーズン8 ＆ 特別編
- TBS 金曜ドラマ「俺の家の話」

### LIVE, Tour
- SEKAI NO OWARI 全国ツアー2018「INSOMNIA TRAIN」　ツアーダンサー
- WORLD WIDE Special Showcase in 東京ドームシティホール
- FINAL LEGEND 東京公演